# Спенсър (Масачузетс)
Спенсър е град в окръг Устър, щата Масачузетс, САЩ. Населението на града е 11 680 души (2010).
Градът възниква като самостоятелно селище през 1721 г. и придобива статут на град през 1753 г.
На територията на града се намира траписткото абатство Сейнт Джоузеф, основано през 1950 г.